# Max Havelaar (association)
Pour les articles homonymes, voir Max Havelaar.
Max Havelaar [maks 'avlaːr!] est une branche de l'association  Fairtrade International (anciennement Fairtrade Labelling Organizations International (FLO). Max Havelaar est actuellement l'un des principaux acteurs du commerce équitable. Selon les pays, ses homologues ont des noms différents : Max Havelaar (France, Suisse, Pays-Bas, Norvège) ou Fairtrade (dans les autres pays). En France, Max Havelaar est une association loi de 1901 à but non lucratif.
Max Havelaar n'est pas le nom du fondateur de l'association, mais le titre d'un roman publié aux Pays-Bas dans les années 1860 par Eduard Douwes Dekker, qui dénonce la condition du paysan javanais dans leur colonie des Indes néerlandaises, son oppression et exploitation par son bupati (préfet javanais) et le silence des autorités coloniales.

## Un objectif: soutenir les petits producteurs du Sud
L'association est née aux Pays-Bas en 1988, cofondée, par le prêtre ouvrier Frans van der Hoff et l'économiste néerlandais Nico Roozen. Elle est créée en France en 1992 à l'initiative de trois associations de solidarité internationale: CICDA (devenu Agronomes et vétérinaires sans frontières), Peuples Solidaires et Ingénieurs Sans Frontières.
Les problèmes décrits en 1860 dans le roman Max Havelaar, et qui ont motivé la fondation de l'association du même nom, existent toujours, notamment des situations désespérées pour des petits producteurs victimes des fluctuations des cours des matières premières. C'est sur la production de certaines matières premières et de produits de première transformation par les paysans et ouvriers défavorisés du Sud que ce label de commerce équitable concentre son action. 
Max Havelaar France est une association à but non lucratif. Elle gère et promeut le label « Fairtrade - Max Havelaar », un label international de droit privé, apposé sur des produits issus de plusieurs marques. Le chiffre d'affaires des produits du label, réalisé en France en 2014 est de 390 millions d'euros , soit 10 % de plus qu'en 2013. Un foyer français sur trois a acheté dans l'année au moins un produit Fairtrade/Max Havelaar, pour une consommation moyenne correspondant à 5,90 € par personne (par comparaison, ce chiffre est de 32 € au Royaume-Uni et de 47 € en Suisse).
Le label est présent dans 35 pays consommateurs (sous les deux appellations précitées Fairtrade Max Havelaar ou Fairtrade). Environ 1700 organisations de producteurs en bénéficient dans environ 74 pays, rassemblant 1,7 million de producteurs. Le label est coordonné au niveau international par la Fédération Fairtrade International (Anciennement  Fairtrade Labelling Organizations basée à Bonn. 
Max Havelaar met en relation les fabricants avec les producteurs. L'association accompagne les entreprises dans leur démarche et les encourage à renforcer leur engagement. L'association sensibilise l’opinion publique au commerce équitable par des campagnes de communication.  
Le certificateur, FLO-Cert, vérifie de manière indépendante que les critères de Fairtrade International sont respectés dans la fabrication des produits portant le logo.

## La philosophie de Fairtrade International
Selon la Fédération Fairtrade International les producteurs et les consommateurs sont les piliers de l’économie en général. La condition essentielle pour rendre cette économie plus humaine est qu’ils puissent définir ensemble, en concertation avec les autres parties prenantes, le système économique dans lequel ils souhaitent évoluer. La démarche de commerce équitable a donc pour but de créer une structure démocratique internationale par laquelle l’économie n’est plus soumise à une loi naturelle, mais à des règles dont les acteurs conviennent ensemble. Ces règles ne se réduisent pas aux seules questions de prix, leur objectif est de défendre et de développer les modèles d’organisation agricole préservant les droits des producteurs et travailleurs marginalisés.
Le défi à relever est de modifier en profondeur les pratiques commerciales et de consommation. Pour ce faire, les grands principes :
- le renforcement de la structuration et de l’organisation des producteurs du Sud,
- la promotion de la démocratie au sein des organisations, de la transparence et du respect des droits de l’homme, autour d’objectifs définis par les producteurs, dont les prix de production soient déterminés, non seulement par la valeur économique théorique, mais en prenant aussi en compte les aspects humains, sociaux et environnementaux.

Il s’agit ainsi de construire un partenariat positif entre producteurs et consommateurs, et plus largement avec toutes les parties prenantes des filières : producteurs, travailleurs, fabricants, distributeurs et consommateurs, et peser ainsi sur un rééquilibrage sur les pratiques commerciales Nord-Sud. 
La fédération Fairtrade International organise donc la représentation des parties prenantes en son sein pour mettre en œuvre une telle politique, par l’élaboration des cahiers des charges du commerce équitable, spécifiques selon les produits. Tous les producteurs et travailleurs défavorisés des pays du Sud doivent pouvoir bénéficier des conditions de ces cahiers des charges pour acquérir l’autonomie suffisante et décider de leur propre développement.

## Le label: un outil international de commerce équitable
La garantie Max Havelaar est apposée en France sur les produits certifiés par des auditeurs sur la base des cahiers des charges internationaux de Fairtrade International, l'association internationale partenaire de Max Havelaar. 
Au Sud, il permet l'accès à un prix minimum garanti qui rémunère de manière équitable et à une plus juste valeur du travail. Grâce à l'octroi d'une prime additionnelle de développement, le commerce équitable sous label Fairtrade Max Havelaar permet la dynamisation d'économies locales souvent marginalisées par le commerce international et oubliées des politiques publiques.
Mis en œuvre en synergie avec l’action des ONG locales et internationales, des programmes de coopération et des pouvoirs publics locaux, il génère et facilite la mobilisation de producteurs et de travailleurs marginalisés au sein d'organisations structurées. Celles-ci réfléchissent et définissent, au niveau de leur territoire, des projets de développement économiques et sociaux adaptés. Ainsi, le commerce équitable joue un rôle important sur la structuration du milieu rural et la dynamisation de processus de développement local.
En promouvant une relation commerciale sur le long terme, en permettant l'accès à du préfinancement pour la collecte des produits, le commerce équitable sous label Max Havelaar contribue à renforcer les organisations de producteurs et travailleurs des pays du Sud, pour qu'elles acquièrent peu à peu les connaissances nécessaires des marchés et développent leur capacité de négociation avec les acteurs économiques y compris sur d'autres types de marchés que le commerce équitable (conventionnels ou spéciaux).
Au Nord, les produits garantis Max Havelaar répondent à une demande croissante des consommateurs en produits de qualité, identifiés géographiquement, provenant d'une agriculture paysanne respectueuse de l'environnement. Pour Max Havelaar, ce sont des supports essentiels pour sensibiliser les consommateurs, et le grand public de manière plus générale sur les conditions de vie des producteurs, le commerce équitable et son impact.

## Activité de lobbying auprès de l'Assemblée nationale
Max Havelaar est inscrit comme représentant d'intérêts auprès de l'Assemblée nationale. L'association déclare à ce titre sans mentionner la date du dernier exercice comptable un budget global de 3 914 000 euros dont 100 000 euros de financement public, et indique que les coûts annuels liés aux activités directes de représentation d'intérêts auprès du Parlement sont compris entre 10 000 et 20 000 euros.

## Critiques
L'économiste Christian Jacquiau, dans son ouvrage très polémique Les coulisses du commerce équitable, et dans divers articles, voit une dérive dans le fait que l'association, subventionnée, travaille en partenariat avec des entreprises comme Dagris (dénoncée par cet auteur comme étant le principal acteur de la Françafrique sur la filière textile, actuellement[Quand ?] promoteur de coton OGM en Afrique) ou Accor, entreprises dont les pratiques sont vues par cet auteur incompatibles avec l'éthique d'un commerce équitable. Il reproche notamment à Max Havelaar de redorer l'image d'entreprises telles que Nestlé ou McDonald's en étiquetant certains de leurs produits Max Havelaar. Il reproche aussi à Max Havelaar le fait de s'être approprié le terme label, arguant qu'un label doit posséder une charte et un contrôle indépendants, et un agrément du Ministère de l'Agriculture. Il oppose la démarche de Max Havelaar à celle d'autres acteurs comme Artisans du monde ou Minga qui ne fournissent pas les grandes surfaces ni les multinationales et font passer la réflexion citoyenne avant le progrès du volume des ventes. De plus, il reproche à Max Havelaar de ne s'intéresser qu'aux seuls producteurs, et pas à leurs salariés. Enfin, Max Havelaar n'a que 50 inspecteurs pour examiner les conditions de travail d'un million d'employés travaillant dans les coopératives qui le fournissent, ce qui dénote un faible contrôle, . 
L'ouvrage de Christian Jacquiau a fait lui aussi l'objet de critiques. L'auteur a répondu sur son site internet, en exposant le contexte relationnel conflictuel avec Thomas Coutrot, auquel il reproche  de vouloir défendre les intérêts de l'association.
Selon Critiques et espoirs du commerce équitable, il est reproché à Max Havelaar de dépolitiser des problématiques (telles que l'inégalité nord/sud, le néo-colonialisme et la pauvreté) en faisant croire qu'il suffit de « consommer équitable » pour développer le tiers-monde, au lieu d'encourager à rejoindre la lutte politique, et de donner l'impression que capitalisme et équité sont compatibles.
Le prêtre ouvrier Frans van der Hoff, cofondateur en 1988 de la marque Max Havelaar, confirme l'essentiel de ces critiques et a déclaré que "la dimension politique [du commerce équitable] a été peu à peu édulcorée, puis évincée".
Dans son documentaire Le business du commerce équitable, Donatien Lemaître met en image à travers des pays producteurs de café comme le Mexique ou de bananes comme la République dominicaine les dérives dénoncées par Christian Jacquiau à savoir le non-respect par les producteurs de leurs employés, l'emploi de main d’œuvre enfantine et la collusion entre les labels "équitables" et "éthiques" avec de grands groupes agro-industriels comme Unilever,. 
Ces polémiques sont l’expression de l’opposition de deux visions : celle qui privilégie une refondation complète de la relation économique dans des structures nouvelles bannissant les grandes entreprises, notamment de distribution, même si les avantages tirés par les producteurs, du fait de la faiblesse des flux concernés, sont faibles et celle qui fonde son action sur l’utilisation des structures économiques actuelles mais selon un modèle économique renouvelé protégeant le premier maillon de la chaîne, le producteur, qu’il soit paysan ou travailleur.  C’est cette seconde vision qui a inspiré, dès l’origine, le système Max Havelaar, devenu Fairtrade. À signaler ici que l’association Fairtrade International est sans doute la seule organisation internationale dont la « constitution » (les statuts, articles 6.1 et 7.10) prévoit que le pouvoir est détenu à 50 % par les organisations de consommateurs du Nord et à 50 % par les producteurs du Sud. Depuis 2010, l’association est de fait présidée par une représentante des producteurs, par ailleurs présidente du réseau de producteurs d’Amérique Latine et Caraïbes et responsable d’une coopérative regroupant 400 petits producteurs de bananes en République Dominicaine.